# Claudia Wieland

Claudia Wieland mit einer ihr zu Ehren geschaffenen Skulptur im Juni 2007

Claudia Wieland (* 8. April 1984 in Stuttgart) aus Pfedelbach-Gleichen ist eine deutsche Kunstradfahrerin. 2004 und 2005 war sie Weltmeisterin im Einer-Kunstradfahren der Frauen, 2006 wurde sie WM-Zweite.

## Werdegang
Zum Kunstradsport kam sie im Alter von fünf Jahren, weil ihr Vater und Großvater auch schon diesen Sport beim Radfahrerverein Hohenlohe Öhringen 1887 e. V. betrieben haben. Nach der Weltmeisterschaft 2006 erklärte sie am 29. November 2006 ihren Rücktritt vom Kunstradsport und beendete am 24. Juni 2007 mit einer Abschiedsgala in Öhringen offiziell ihre Karriere, um sich auf ihr Studium der Wirtschaftspädagogik an der Universität Hohenheim zu konzentrieren.

## Sportliche Erfolge
- Weltmeisterin 2004 und 2005
- Vizeweltmeisterin 2006
- Europameisterin der Junioren 2000, 2001 und 2002
- Deutsche Meisterin 2000, 2002, 2005 und 2006
- Hohenloher Sportlerin des Jahres 2001, 2002, 2003, 2004, 2006[3]